# MG ZT

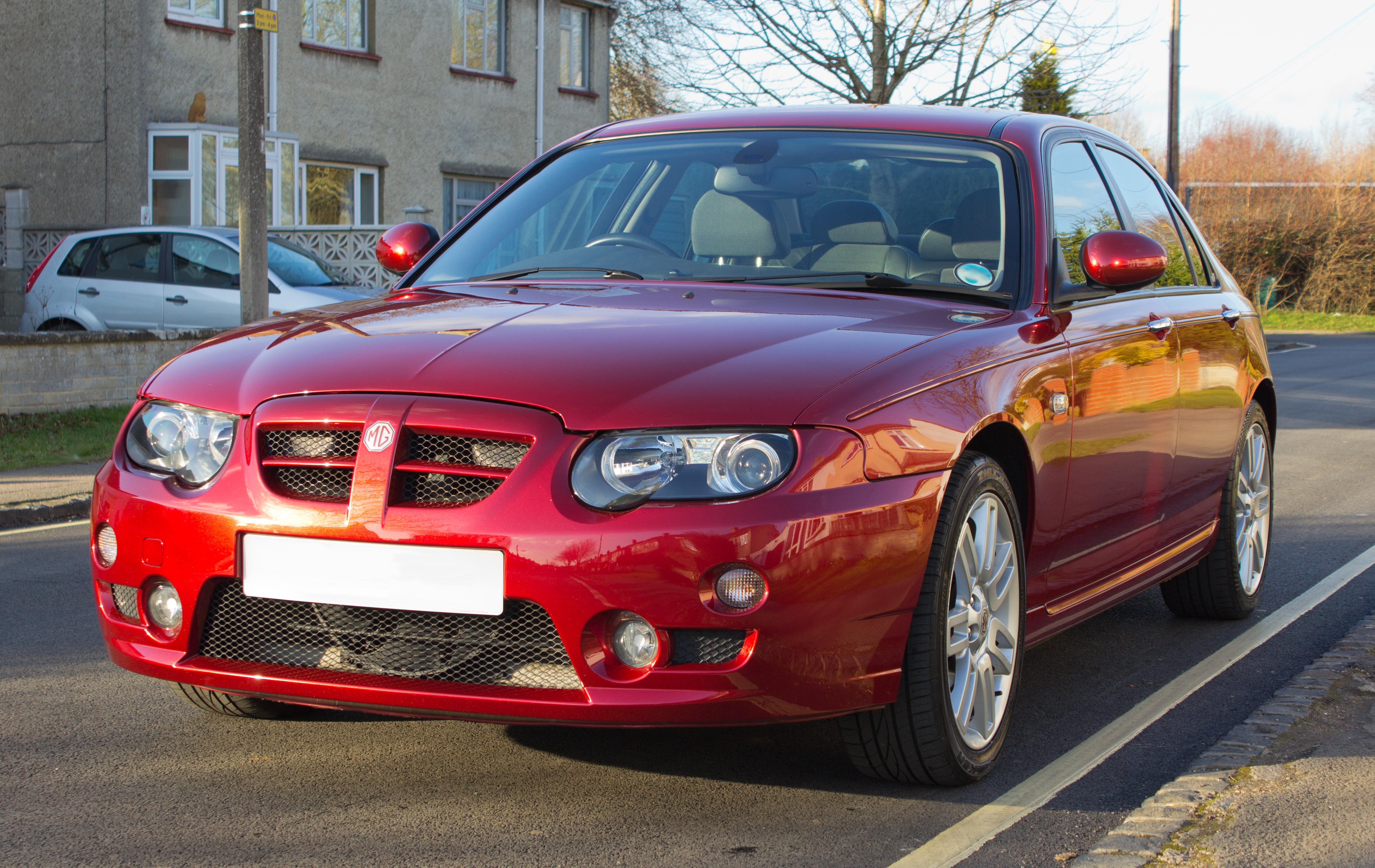
MG ZT Facelift

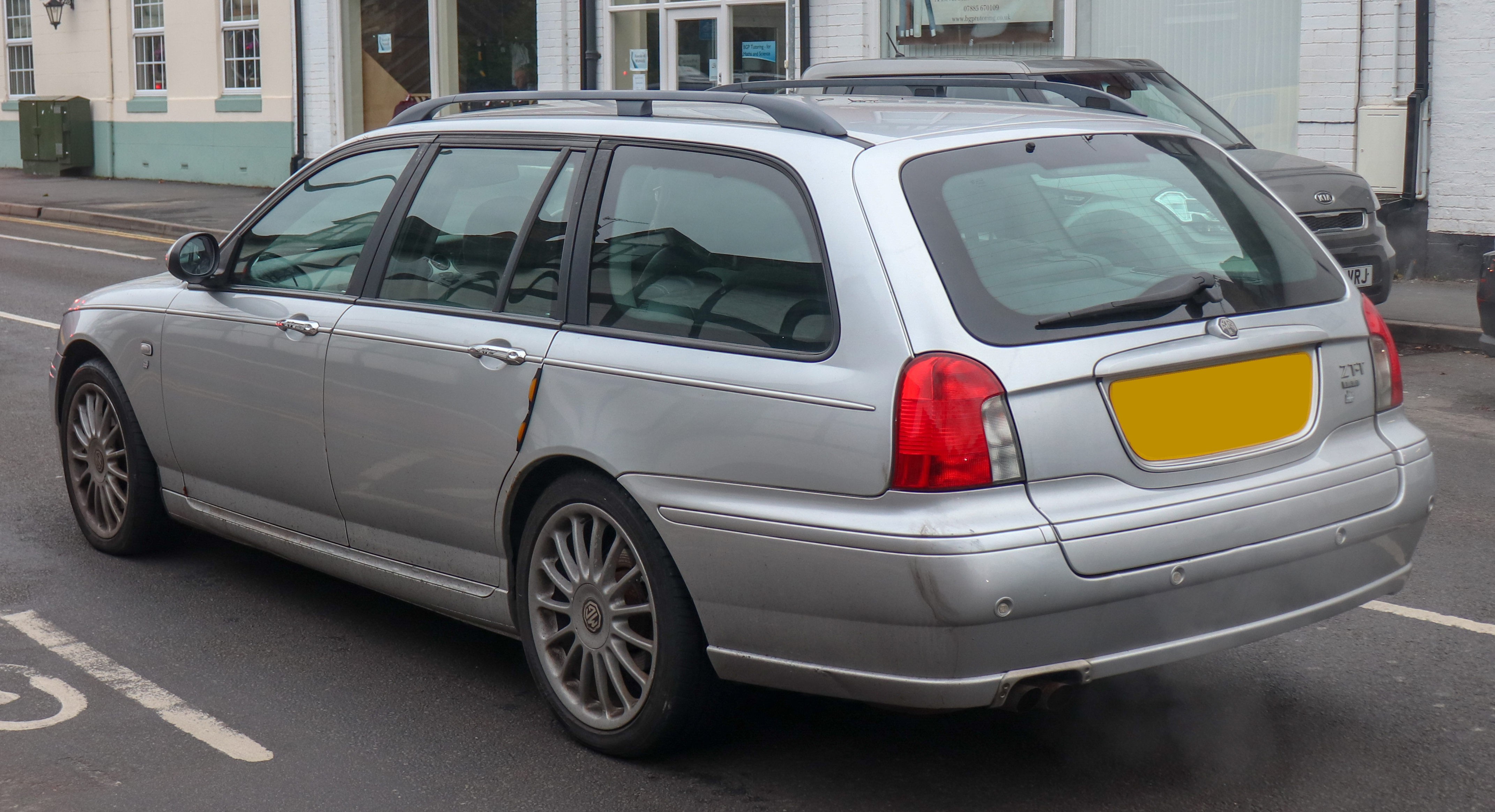
MG ZT-T

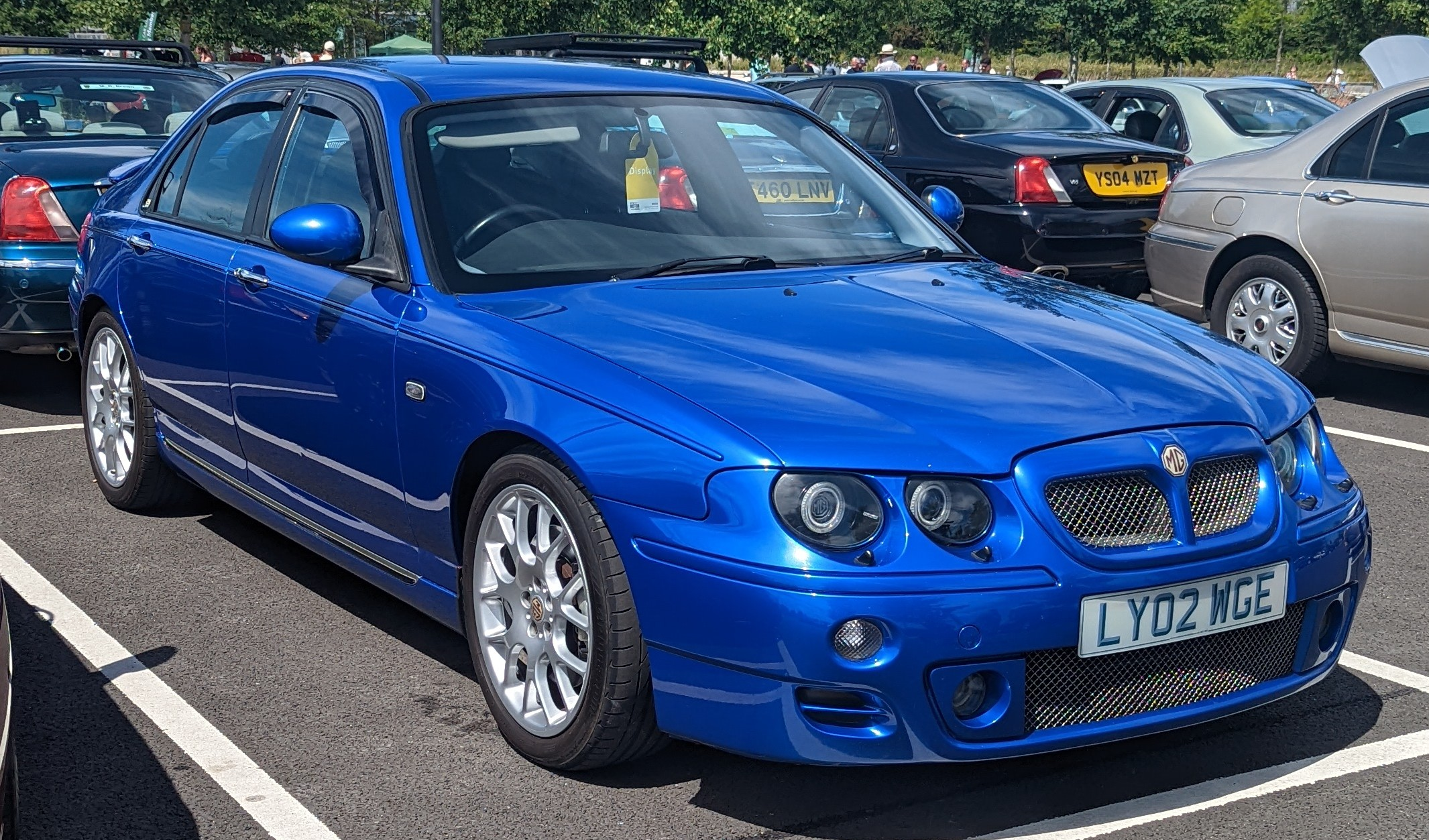
MG ZT

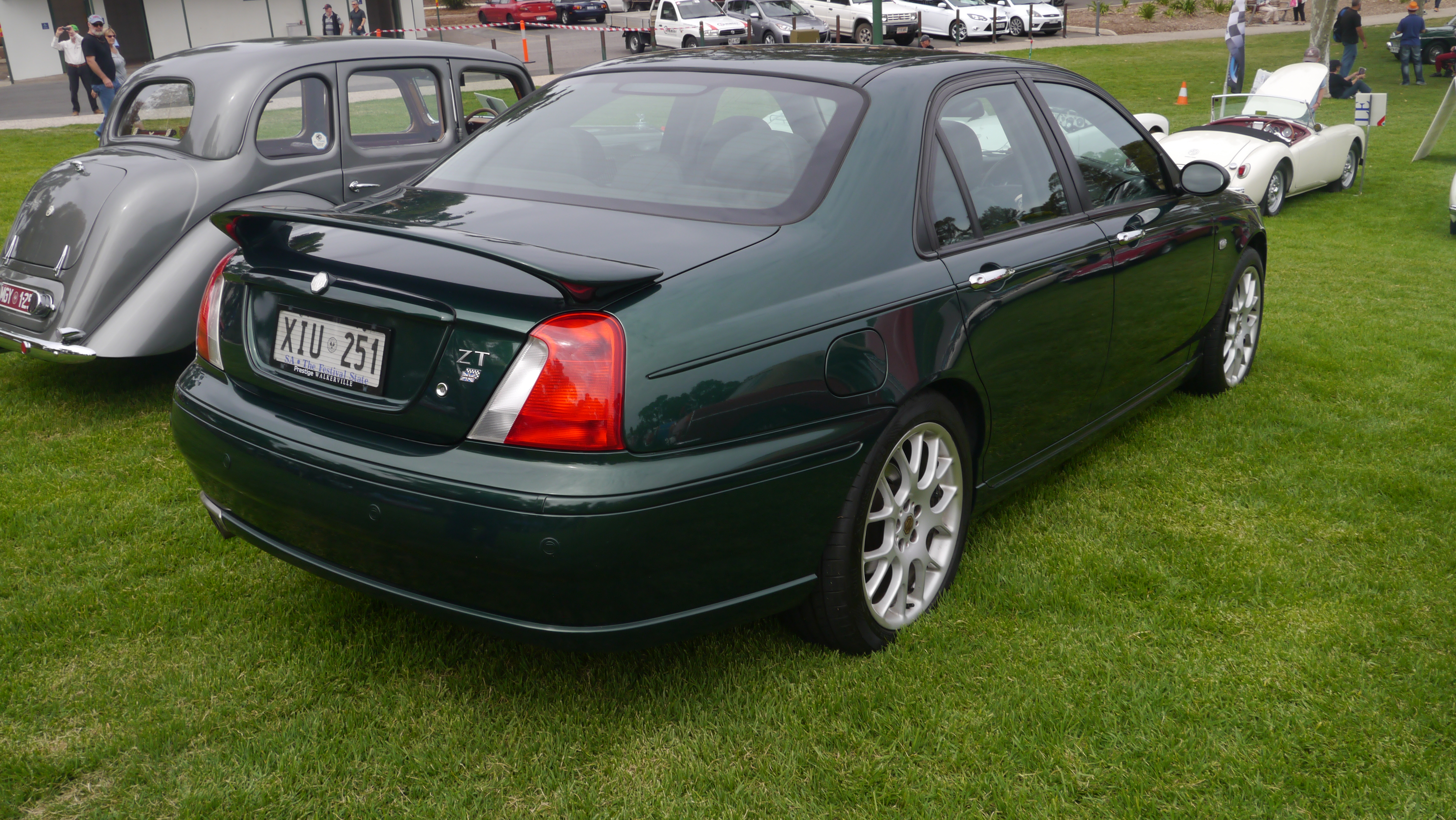
MG ZT

De MG ZT is een auto van MG, die werd geproduceerd tussen 2001 en 2005. Hij is gebaseerd op de Rover 75 en was bedoeld als sportiever alternatief voor de 75. De wagen kwam als sedan en als stationwagen (ZT-T). In 2005 stopte de productie vanwege het faillissement van MG Rover Group. De auto werd door SAIC verder verkocht in China als 'MG 7'. Deze kreeg onder andere verbeterde motoren, de zogenaamde N-series.

## Versies

### Ontwikkeling
Toen de Rover 75 op de markt verscheen, kwamen er al snel plannen bij Rover om een sportievere versie te maken. BMW hield dit echter tegen. Er gingen aanvankelijk geruchten rond dat Rover de Triumph-naam zou gebruiken voor haar sportieve modellen, maar na de verkoop door BMW gebruikten ze uiteindelijk MG. BMW verkocht de naam Triumph immers niet aan de nieuwe eigenaar van MG Rover, de Phoenix Venture Group.
Tijdens de ontwikkeling van de wagen werden de codenamen X10 en X11 gebruikt, respectievelijk voor de sedan en de stationwagen. De ontwikkeling werd geleid door Rob Oldaker, het design werd aangepakt door Peter Stevens, ook bekend voor zijn design van de McLaren F1 en Lotus Esprit (X180 versie).
Bij de motoren was er een vrij vergelijkbare keuze als bij de Rover 75. Bij de lancering was er keuze uit 2 KV6 versies, in januari 2002 volgde een derde KV6-versie. In augustus 2002 kwamen de dieselversies, aangedreven door de BMW M47-motor. In juli 2003 kwamen de 4-cilinder K-series erbij. In dezelfde periode werd de KV6 met 160 pk vervangen door de 1.8 T 4-cilinder. In oktober 2003 werd het gamma vervolledigd door de ZT 260 met de 4,6-liter V8 uit de Ford Mustang. Het Mustang logo is dan ook te zien op het blok. De ZT 260 werd aanvankelijk enkel met een manuele versnellingsbak geleverd, de Rover 75 V8 dan weer enkel met een automaat. De automaat kwam vlak voor het faillissement ook beschikbaar bij de ZT 260, slechts een paar verlieten de fabriek met een automaat.
Begin 2004 kregen de 75 en ZT een facelift, die de dubbele ronde koplampen verving door 1 grote lamp.
De wagens waren op de V8-versie na allemaal voorwielaandrijvers, die kreeg immers als enige achterwielaandrijving. De wagen moest helemaal omgebouwd worden om de V8 in de neus te krijgen en om er een achterwielaandrijver van te maken. Ondanks de financiële problemen bij MG Rover ging men door met de ontwikkeling. De V8 ligt in de lengterichting en de besturing en de stabilisator liggen daardoor meer naar voor. Voor de grotere versnellingsbak moest de cardantunnel worden vergroot wat weer tot een hogere middentunnel en een ander dashboard leidde. Er is ook geen reservewiel aanwezig.
In totaal verlieten 883 ZT's en 75's de fabriek met een V8, waarvan het aantal ZT's 713 zou bedragen. Van die 713 zijn 152 ZT-T's. Bij de 170 75's zijn er slechts 16 Tourers. Van die 16 Tourers zijn er 3 met het stuur aan de linkerkant. De facelift van de ZT werd bij VIN 216 gedaan en de gefacelifte ZT 260 is dus in de meerderheid.

### Productie
De wagens werden gebouwd in de Longbridge fabriek in Birmingham. De productieaantallen staan in de tabel hieronder:
| Jaar   | Aantal |
| ------ | ------ |
| 2001   | 3,510  |
| 2002   | 6,914  |
| 2003   | 8,011  |
| 2004   | 6,844  |
| 2005   | 1,870  |
| Totaal | 27,149 |

### Kleuren
Voor de kleuren was er keuze uit:
- Solar red
- Le Mans green pearlescent (enkel prefaceliftmodel)
- Anthracite metallic (enkel prefaceliftmodel)
- Trophy yellow
- Trophy blue pearlescent
- Starlight silver metallic
- Royal blue pearlescent
- Copperleaf red pearlescent (enkel prefaceliftmodel)
- British racing green pearlescent
- XPower grey metallic
- Goodwood green (enkel faceliftmodel)
- Firefrost (enkel faceliftmodel)
- Pearl black (enkel faceliftmodel)

Daarnaast was er ook het monogram programma. Het programma bood exclusieve personaliseringsmogelijkheden waarbij er keuze was uit extra kleuren. Dit programma gaf ook de mogelijkheid voor exclusieve opties en mogelijkheden voor de materialen in het interieur.

### Overzicht
| Benzinemotoren | Benzinemotoren        | Benzinemotoren     | Benzinemotoren | Benzinemotoren | Benzinemotoren | Benzinemotoren | Benzinemotoren | Benzinemotoren | Benzinemotoren        | Benzinemotoren       | Benzinemotoren | Benzinemotoren | Benzinemotoren |
| Jaren          | Model                 | Motor              | Motor          | Kracht         | Kracht         | Kracht         | Koppel         | Koppel         | Topsnelheid ZT / ZT-T | 0–100 km/u ZT / ZT-T | Verbruik       | Verbruik       |                |
| Jaren          | Model                 | Motorinhoud/layout | Producent      | pk             | kW             | hp             | N⋅m            | lb⋅ft          | Topsnelheid ZT / ZT-T | 0–100 km/u ZT / ZT-T | mpg‑imp        | l/100 km       |                |
| -------------- | --------------------- | ------------------ | -------------- | -------------- | -------------- | -------------- | -------------- | -------------- | --------------------- | -------------------- | -------------- | -------------- | -------------- |
| 2003–2005      | 1.8 120 Manueel       | 1798 cc I4         | Rover K        | 120 pk         | 88 kW          | 118 hp         | 160 N⋅m        | 118 lbf⋅ft     | 195 km/u / 192 km/u   | 10.9 s / 11.3 s      | 36.2 mpg‑imp   | 7.8 L/100 km   |                |
| 2003–2005      | 1.8 T 160 Manueel     | 1798 cc turbo I4   | Rover K        | 160 pk         | 118 kW         | 158 hp         | 215 N⋅m        | 159 lbf⋅ft     | 212 km/u / 209 km/u   | 8.5 s / 8.9 s        | 34.9 mpg‑imp   | 8.1 L/100 km   |                |
| 2002–2005      | 2.5 V6 180 Automaat   | 2498 cc V6         | Rover KV6      | 177 pk         | 130 kW         | 175 hp         | 240 N⋅m        | 177 lbf⋅ft     | 216 km/u / 212 km/u   | 8.9 s / 9.3 s        | 26.9 mpg‑imp   | 10.5 L/100 km  |                |
| 2001–2005      | 2.5 V6 190 Manueel    | 2498 cc V6         | Rover KV6      | 190 pk         | 140 kW         | 187 hp         | 245 N⋅m        | 181 lb⋅ft      | 225 km/u / 220 km/u   | 7.7 s / 8.2 s        | 28.4 mpg‑imp   | 9.9 L/100 km   |                |
| 2003–2005      | 4.6 V8 260 Manueel    | 4601 cc V8         | Ford           | 260 pk         | 191 kW         | 256 hp         | 410 N⋅m        | 302 lbf⋅ft     | 249 km/u / 246 km/u   | 6.2 s / 6.3 s        | 23.1 mpg‑imp   | 12.2 L/100 km  |                |
| 2003–2005      | 4.6 V8 260 Automaat   | 4601 cc V8         | Ford           | 260 pk         | 191 kW         | 256 hp         | 410 N⋅m        | 302 lbf⋅ft     | 243 km/u              | 7.0 s                | 22.1 mpg‑imp   | 12.8 L/100 km  |                |
| Dieselmotoren  |                       |                    |                |                |                |                |                |                |                       |                      |                |                |                |
| Jaren          | Model                 | Motor              | Motor          | Kracht         | Kracht         | Kracht         | Koppel         | Koppel         | Topsnelheid ZT / ZT-T | 0–100 km/h ZT / ZT-T | Verbruik       | Verbruik       |                |
| Jaren          | Model                 | Motorinhoud/layout | Producent      | pk             | kW             | hp             | N⋅m            | lb⋅ft          | Topsnelheid ZT / ZT-T | 0–100 km/h ZT / ZT-T | mpg‑imp        | l/100 km       |                |
| 2002–2005      | 2.0 CDTi 120 Manueel  | 1951 cc CDTi I4    | BMW M47        | 116 pk         | 85 kW          | 114 hp         | 260 N⋅m        | 192 lbf⋅ft     | 193 km/u /185 km/u    | 11.0 s / 11.5 s      | 50.0 mpg‑imp   | 5.65 L/100 km  |                |
| 2002–2005      | 2.0 CDTi 120 Automaat | 1951 cc CDTi I4    | BMW M47        | 116 pk         | 85 kW          | 114 hp         | 260 N⋅m        | 192 lbf⋅ft     | 190 km/u / 180 km/u   | 12.2 s / 12.6 s      | 40.9 mpg‑imp   | 6.91 L/100 km  |                |
| 2002–2005      | 2.0 CDTi 135 Manueel  | 1951 cc CDTi I4    | BMW M47        | 131 pk         | 96 kW          | 129 hp         | 300 N⋅m        | 221 lbf⋅ft     | 195 km/u 192 km/u     | 10.3 s / 10.6 s      | 50.0 mpg‑imp   | 5.65 L/100 km  |                |
| 2002–2005      | 2.0 CDTi 135 Automaat | 1951 cc CDTi I4    | BMW M47        | 131 pk         | 96 kW          | 129 hp         | 300 N⋅m        | 221 lbf⋅ft     | 190 km/u / 188 km/u   | 11.0 s / 11.4 s      | 40.9 mpg‑imp   | 6.91 L/100 km  |                |

## Snelheidsrecord

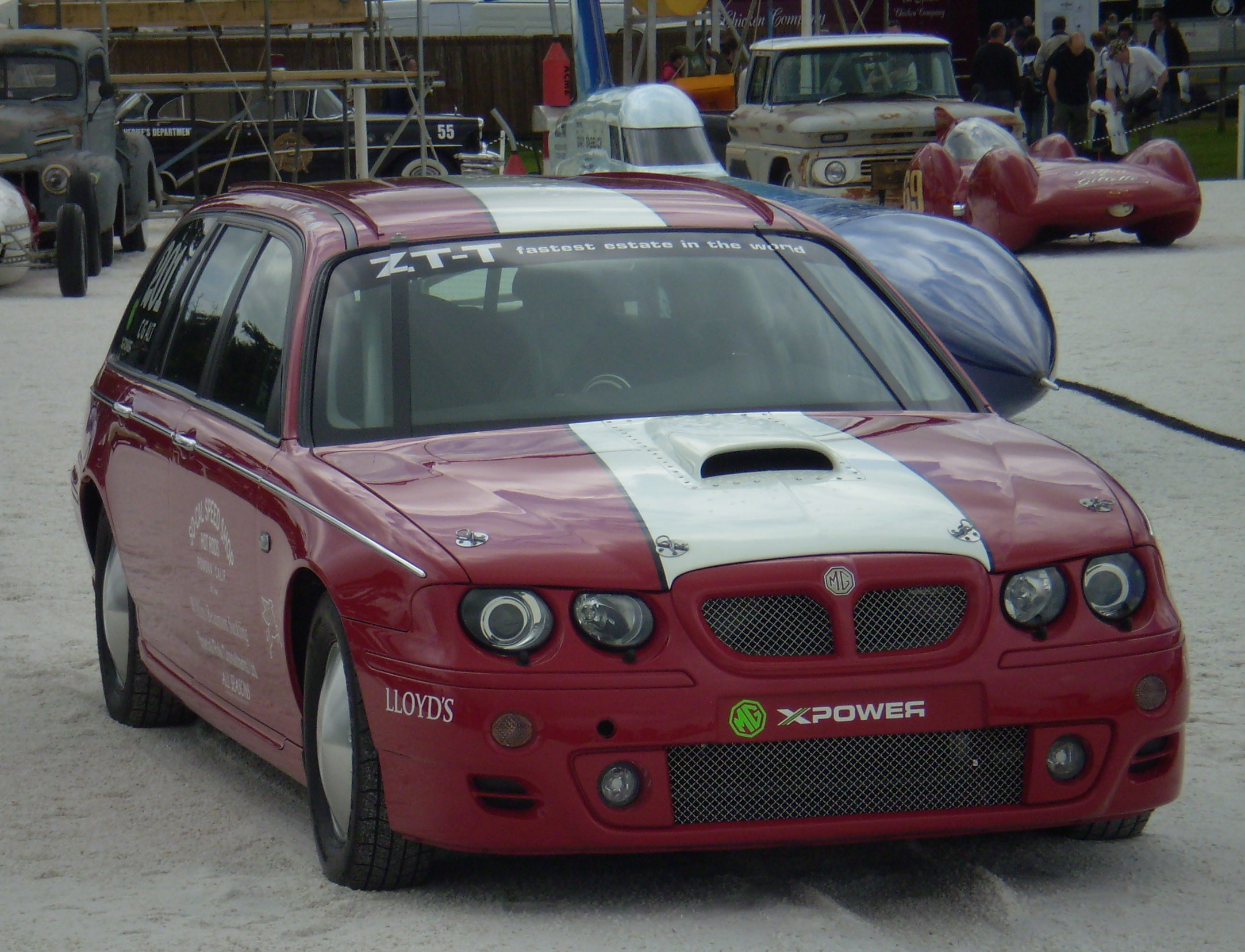
MG ZT-T XPower 765 die het snelheidsrecord voor stationwagens brak in Bonneville.

In augustus 2003 brak MG in Bonneville het snelheidsrecord voor stationwagens met een aangepaste ZT-T. Deze MG ZT-T XPower 765 kreeg een 6,0-liter V8 motor en wist een snelheid van 360,9 km/u te halen.

## Conceptauto's

### MG ZT XPower 385 Concept
In samenwerking met Prodrive werd gewerkt aan een versie met 385 pk, bedoeld voor productie. Hij zou 282 km/u halen. Het faillissement kwam er echter voor de wagen in productie kon gaan.

### MG ZT XPower 500 Concept
In 2001 presenteerde MG de ZT XPower 500 Concept in afwachting van de versies met 260 en 385 pk die als eerste op de markt zouden verschijnen. Het grijs met groene exterieur van de conceptauto was geïnspireerd op MG's toenmalige Le Mans wagen (MG-Lola EX257). Het aangepaste design werd mede door Peter Stevens ontworpen. De auto kreeg onder andere uitgebouwde spatschermen, 18-inch velgen en een grote spoiler. De auto was een voorproefje voor andere modellen en behoorde tot een reeks van 'MG Extreme' modellen, net zoals de MG F met 450 pk die op Le Mans werd voorgesteld. De auto's waren enkel maar bedoeld om te tonen tot wat MG in staat was. Na de verkoop van MG door BMW ging de MG Rover Group meer aan de slag met sportieve modellen. BMW hield deze ideeën namelijk tegen toen het merk in haar eigendom was.
De auto zelf wordt aangedreven door de 4,6 liter V8 uit de Ford Mustang. Hij ontwikkelt 500 pk en 543 Nm en is gekoppeld aan een manuele zesbak. De auto is achterwielaangedreven. De topsnelheid ligt boven de 300 km/u en de 0-100 km/u tijd bedraagt 4,5 seconden. 0-160 km/u kost slechts 8,4 seconden en daarmee is hij 4,3 seconden sneller dan de toenmalige BMW M5. Door het faillissement wist enkel de ZT260 het productiestadium te halen, de ZT385 heeft dit stadium echter nooit gehaald. De wagen zelf is na het faillissement in handen van MG Owners Club gekomen. De wagen kreeg VIN 001 toegewezen.

## Faillissement
Na het faillissement en de overkoop van SAIC kregen de MG ZT en Rover 75 een nieuw leven als MG 7 en Roewe 750 in China en enkele andere landen waaronder Peru, Chili, Algerije en Egypte. Deze werden niet langer in Europa verkocht. De motoren werden verbeterd.

## Clubs voor eigenaren
Er zijn enkele clubs voor eigenaren, waaronder specifiek een voor het V8-model, genaamd 'The Two-Sixties'.